# NGC 3412
NGC 3412 est une petite galaxie lenticulaire relativement rapprochée et située dans la constellation du Lion. NGC 3412 a été découverte par l'astronome germano-britannique William Herschel en 1784.

## Caractéristiques
Sa vitesse par rapport au fond diffus cosmologique est de 1 187 ± 27 km/s, ce qui correspond à une distance de Hubble de 17,51 ± 1,28 Mpc (∼57,1 millions d'al).
À ce jour, une quinzaine de mesures non basées sur le décalage vers le rouge (redshift) donnent une distance de 10,215 ± 2,143 Mpc (∼33,3 millions d'al), ce qui est à l'extérieur des valeurs de la distance de Hubble. Puisque cette galaxie est relativement rapprochée du Groupe local, il est probable que cette valeur soit plus près de la distance réelle de NGC 3412. Notons que c'est avec la valeur moyenne des mesures indépendantes, lorsqu'elles existent, que la base de données NASA/IPAC calcule le diamètre d'une galaxie.

## Trou noir supermassif
Selon une étude réalisée en 2017 à l'aide du télescope spatial Hubble et portant sur plusieurs galaxies, NGC 3412 renferme un trou noir supermassif dont la masse est d'environ 62,9 millions (minimum 0, maximum 134 millions) de masses solaires.

## Groupe de M96
La galaxie NGC 3412 fait partie du groupe de M96 (NGC 3368). Ce groupe de galaxies, aussi appelé par certains groupe du Lion I, contient au moins 12 galaxies dont NGC 3299, M95 (NGC 3351), M96 (NGC 3368), NGC 3377, M105 (NGC 3379), NGC 3384 et NGC 3489. Le groupe de M96 est en réalité l'un des deux sous-groupes du groupe du Lion I. L'autre sous-groupe est le triplet du Lion constitué des galaxies M65 (NGC 3623), M66 (NGC 3627) et NGC 3628. Le groupe du Lion I est l'un des nombreux groupes du superamas de la Vierge.